# Hermann Giesecke
Hermann Giesecke (* 9. August 1932 in Duisburg; † 4. September 2021 in Lenglern bei Göttingen) war ein deutscher Erziehungswissenschaftler.

## Leben
Giesecke wuchs in einfachen Verhältnissen auf. Nach dem Besuch des Gymnasiums in Duisburg studierte er Geschichte und Latein in Münster. Nach dem Examen für das Lehramt an Gymnasien wurde Giesecke 1960 Leiter des Jugendhofes Steinkimmen. 1964 promovierte er bei Theodor Wilhelm in Kiel zum Thema Die Tagung als Stätte politischer Jugendbildung, später bekannt geworden unter dem Titel Didaktik der politischen Bildung. Er lehrte von 1967 bis zu seiner Emeritierung 1997 als Professor für Pädagogik, Politikdidaktik und Sozialpädagogik an der Pädagogischen Hochschule Göttingen, die 1978 in die Universität Göttingen integriert wurde. Giesecke war zweimal verheiratet und lebte in Lenglern bei Göttingen.
Giesecke kritisierte viele gegenwärtige Entwicklungen der Pädagogik und der Schule als zeitgeisthafte Verirrungen und forderte ein Zurück zu den engeren Aufgaben der Schule im Unterricht. Eltern müssten ihre Kinder unterrichtsfähig machen und nicht die Erziehung der Schule übertragen. Giesecke griff damit auf Theorien von Theodor Wilhelm zurück.Quelle?

## Professionelles pädagogisches Handeln
Giesecke hat eine systematische Theorie des professionellen, also beruflichen pädagogischen Handelns beschrieben, um den Handelnden ein Instrument anzubieten, durch das sie ihr Verhalten reflektieren können.
Nach Giesecke (2015, S. 21f.) ist pädagogisches Handeln eine Form des sozialen Handelns, also ein Handeln, das sich auf Veränderung von Menschen beziehungsweise von menschlichen Verhältnissen und Bedingungen richtet und an anderen orientiert. Daher könne es auch kein „richtiges“, sondern nur „angemessenes“ pädagogisches Handeln geben. Giesecke argumentiert weiter, dass es immer mehrere Möglichkeiten vernünftigen pädagogischen Handelns gebe.
Das Hauptziel pädagogischen Handelns sei es, Lernen zu ermöglichen, soweit dies im Bewusstsein und im argumentativen Austausch möglich sei. Den Begriff Lernen definiert Giesecke (S. 25) in diesem Zusammenhang umgangssprachlich: Gelerntes sei alles, was man weiß oder kann, was man vorher nicht wusste oder konnte. Das pädagogische Handeln komme dort an seine Grenzen, wo Lernprozesse nicht mehr argumentativ ins Bewusstsein geholt werden könnten oder nicht mehr rationaler Aufklärung zugänglich seien, also wo das Geäußerte nicht mehr das Gemeinte ist. Daraus folgert Giesecke (S. 27), dass pädagogisch inszeniertes Lernen im Grunde immer nur kognitives, über Verstand, Denken und Bewusstsein laufendes Lernen sein kann. Seiner Auffassung nach gilt dies auch, wenn es sich um soziale oder emotionale Lernziele handelt.
Das Lernen in öffentlichen Einrichtungen wie z. B. in Kindertagesstätten, Schulen, Jugendeinrichtungen oder Fortbildungsstätten für Erwachsene, diene dem Ziel allgemein anerkannte Mündigkeit zu erwerben (im Sinne Kants) beziehungsweise aufgeklärt und mündig zu bleiben. Pädagogisches Handeln greife in unabhängig voneinander ablaufenden Lebensgeschichten ein.
Folgt man Giesecke (S. 45f.) weiter, formt das Handeln keine Persönlichkeiten oder deren Bildungsgeschichten, sondern ist eine Dienstleistung dafür, damit die Individuen sich durch Lernen (weiter-)entwickeln können. Pädagogisches Handeln erschaffe nicht die Menschen oder gebe ihnen ihre Persönlichkeit, sondern interveniere und begleite die Menschen in ihrem Leben (S. 32).
Giesecke vertrat die Auffassung, dass der pädagogisch Handelnde den Menschen und die Situationen des Lernens partikular sehen müsse. Denn kein Mensch sei nur ein lernendes Wesen und keine Situation sei nur eine pädagogische. Aus diesen Überlegungen folge, dass der Berufspädagoge auch noch andere Formen des sozialen Handelns beherrschen müsse (politisches, administratives, ökonomisches und medizinisches Handeln).
Weiter beschrieb er als notwendigen Gegenpol zum Handeln die Reflexion des Handelns bzw. die systematische Erweiterung des Vorstellungs-Repertoires mit Bezug auf die Arbeitswelt. Dabei unterschied er zwischen einer engeren Reflexion, die auf die Handlungssituation bezogen ist, und einer weiteren, die identisch mit der fortschreitenden Bildungsgeschichte des Berufspädagogen ist.

## Schriften (in Auswahl)
- Einführung in die Pädagogik. 7. Auflage. Juventa, Weinheim u. a. 2004, ISBN 3-7799-0595-7.
- Pädagogik – quo vadis? Ein Essay über Bildung im Kapitalismus. Juventa, Weinheim/München 2009, ISBN 978-3-7799-2229-2.
- Pädagogik als Beruf. Grundformen pädagogischen Handelns. 12. überarb. Auflage. Juventa, Weinheim/München 2015, ISBN 978-3-7799-3262-8.
- Wie lernt man Werte? Grundlagen der Sozialerziehung. Weinheim/München 2005, ISBN 3-7799-1721-1.
- Das Pädagogikstudium. Orientierung für die ersten Semester. Stuttgart 2001.
- Hitlers Pädagogen. Theorie und Praxis nationalsozialistischer Erziehung. 2., überarb. Auflage. Weinheim 1999.
- Wozu ist die Schule da? Die neue Rolle von Eltern und Lehrern. Stuttgart 1996.
- Das Ende der Erziehung: neue Chancen für Familie und Schule. Stuttgart 1985.
- Die Tagung als Stätte politischer Jugendbildung: Ein Beitrag zur Didaktik der außerschulischen politischen Bildung, DNB 482377178 (Diss. Kiel, 1964).
- Didaktik der politischen Bildung, München, Juventa, 1965 (als Vollversion bei hermann-giesecke.de)
- Was ist Jugendarbeit? zus. mit C. W. Mueller, Klaus Mollenhauer und Helmut Kentler, Juventa, München 1964.
- Mein Leben ist lernen. Erlebnisse, Erfahrungen und Interpretationen. Juventa München 2000